# 연시로
연시로(延時老)는 항왜 귀환자이다.

## 개요
연시로(延時老)는 항왜 귀환자이다. 일본 이름은 노부 토키로(延時老)이다. 항왜 손시로(孫時老)의 일본 이름 마고 토키로(孫時老)와 마찬가지고 전형적인 일본 이름이다. 이들은 전형적인 왜구로서 한문 표기가 우연히 한국 성씨와 같을 뿐 한국인은 아니다. 연시로는 조선에 귀화하여 일본군과 전투를 벌였다. 그가 동료들처럼 여진족이 침입했을 대 국방 경비에 보내졌는지 확실하지 않다. 마찬가지로 항왜로 추정되는 손문욱은 이순신 휘하에서 일하기도 하였다.
항왜들은 일본 출신이 드러나지 않는 성으로 바꿔야 했다. 항왜 귀환자로 평구로, 산여문 같은 인물이 있었으나 현재는 사라진 성씨다. 아마도 항왜들은 조선에서 부여한 성으로 바꾸어, 현재 한국에 존재하는 동일한 성씨와는 관련성이 적을 수도 있다. 정유재란 후기 북한 지역에 김해 김씨 비롯한 김씨 인구수 증가가 있었다. 경상도에 갑자기 생겨난 김씨 본관도 있고, 기존 본관의 인구수도 증가하였다.
연시로는 일본인이지만 한국을 위해 싸워 왜구 토벌에 기여했다.

## 같이 보기
- 오카모토 에치고
- 하라다 노부타네
- 김충선
- 손시로
- 손문욱, 이문욱
- 박계생
- 평구로